# Strada 2 (Uruguay)
La strada 2 (in spagnolo: Ruta 2) è una strada statale uruguaiana che attraversa il sud-ovest del Paese. Nel 1983, attraverso la legge 15497, fu ribattezzata Grito de Asencio, in omaggio all'omonimo fatto della storia nazionale.
Origina dalla strada 1 presso Rosario e termina a Fray Bentos. Presso quest'ultima località si trova la diramazione per il Ponte Libertador Generale San Martín, il quale connette l'ovest dell'Uruguay con la provincia argentina di Entre Ríos.